# Dysidea chalinoides
Dysidea chalinoides är en svampdjursart som först beskrevs av Burton 1931.  Dysidea chalinoides ingår i släktet Dysidea och familjen Dysideidae. Inga underarter finns listade i Catalogue of Life.